# Kåre S. Jensen
Kåre S. Jensen (...) è un astronomo danese.
Il Minor Planet Center gli accredita la scoperta dell'asteroide 3309 Brorfelde effettuata il 28 gennaio 1982.